# The Creature from the Pit
The Creature from the Pit (La criatura del foso) es el tercer serial de la 17.ª temporada de la serie británica de ciencia ficción Doctor Who, emitido originalmente en cuatro episodios semanales del 27 de octubre al 17 de noviembre de 1979. Es el primer serial con David Brierley como la voz de K-9

## Argumento
El uso de un transceptor MK3 de emergencia en la TARDIS identifica una llamada de socorro y lleva la nave hasta el mundo lleno de jungla de Chloris, donde el metal en todas sus formas es una comodidad rara y preciada. El Cuarto Doctor, Romana y K-9 se aventuran al exterior para descubrir los restos de un huevo inmenso en la jungla, y cuando conocen a los habitantes, encuentran una sociedad matriarcal gobernada mediante el terror por la gélida e insensible Lady Adrasta. Sin metal para hacer herramientas que mantengan la jungla bajo control, la vida vegetal es la dominante. Lady Adastra controla hasta la última mina de metal del planeta, manteniéndose en el poder a través de los Cazadores y los Lobos de Maleza. Su sala del trono contiene un adorno de metal que incluye un escudo. Ella menciona a la Criatura que mora en un profundo foso en Chloris. Mientras tanto, Romana es capturada por un equipo de buscadores, dispuestas a encontrar y apoderarse de más metal, y se ven particularmente impresionados por las posibilidades de K-9...

## Producción
| Episodio          | Fecha de emisión        | Duración | Espectadores en millones | Estado en el archivo  |
| ----------------- | ----------------------- | -------- | ------------------------ | --------------------- |
| Episodio 1        | 27 de octubre de 1979   | 23:32    | 9,3                      | Cinta original en PAL |
| Episodio 2        | 3 de noviembre de 1979  | 24:03    | 10,8                     | Cinta original en PAL |
| Episodio 3        | 10 de noviembre de 1979 | 23:55    | 10,2                     | Cinta original en PAL |
| Episodio 4        | 17 de noviembre de 1979 | 24:07    | 9,6                      | Cinta original en PAL |
| [ 1 ] [ 2 ] [ 3 ] |                         |          |                          |                       |

En la realidad este fue el primer serial de la temporada que se rodó. Así, la interpretación y forma de vestir de Lalla Ward como Romana es algo diferente a lo visto en seriales anteriores, ya que aún estaba haciéndose con el personaje. También fue la última historia dirigida por Christopher Barry, uno de los trabajadores más longevos de Doctor Who.
Aunque la solución del Doctor al problema de la estrella de neutrones agitando un escudo de aluminio a su alrededor se criticó como tonta, la idea de hecho se la propusieron a David Fisher miembros del Instituto de Astronomía de la Universidad de Cambridge. El director, Christopher Barry, y el diseñador de efectos especiales, Mat Irvine, sufrieron una reprimenda de la dirección de la BBC por la apariencia de la criatura, Erato. La apariencia fálica del proboscis en el primer episodio provocó carcajadas descontroladas en el estudio y un cambio durante la noche para añadirle a la criatura un par de pinzas.